# Sabinella orbignyanum
Sabinella orbignyanum is een slakkensoort uit de familie van de Eulimidae. De wetenschappelijke naam van de soort is voor het eerst geldig gepubliceerd in 1860 door Hupé.